# Le Tableau parlant

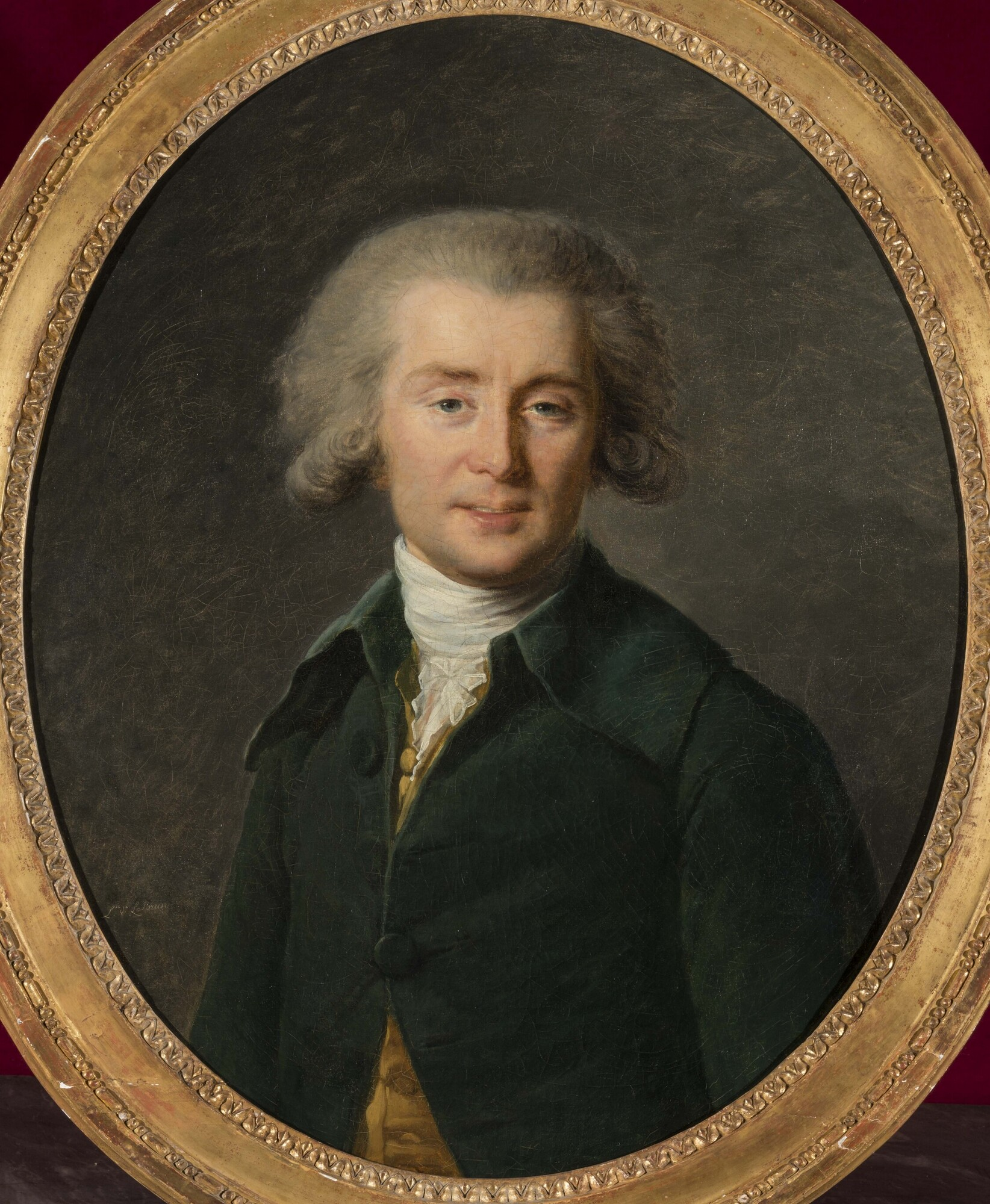
André Grétry

Le Tableau parlant (Den talande tavlan) är en opéra comique (comédie-parade) i en akt med musik av André Grétry och libretto av Louis Anseaume.

## Historia
Operan hade premiär den 20 september 1769 av Comédie-Italienne på Hôtel de Bourgogne i Paris. Svensk premiär den 5 januari 1799 på Arsenalsteatern i Stockholm, där den spelades 46 gånger fram till 1828.

## Personer
| Roller    | Stämma | Premiärbesättning 20 september 1769 (Dirigent: - ) |
| --------- | ------ | -------------------------------------------------- |
| Isabelle  | sopran | Marie-Jeanne Trial                                 |
| Léandre   | tenor  | Antoine Trial                                      |
| Cassandre | tenor  | Jean-Louis Laruette                                |
| Pierrot   | tenor  | Jean-Baptiste Guignard                             |
| Columbine | sopran | Marie-Thérèse Laruette                             |

## Handling
När Isabelles älskade Léandre reser iväg övertalar Cassandre henne att gifta sig med honom i stället. Cassandre far också iväg och under tiden återvänder Léandre och Isabelle ändrar sig. Hon ber Cassandres tavla om tillåtelse men finner att det är Cassandre själv som har gömt sig bakom tavlan.